# Pontonia pinnophylax
Pontonia pinnophylax är en kräftdjursart som först beskrevs av Otto 1821.  Pontonia pinnophylax ingår i släktet Pontonia och familjen Palaemonidae. Inga underarter finns listade i Catalogue of Life.